# Iglesia de Nuestra Señora de la Asunción (Rivaguda)
La iglesia de Nuestra Señora de la Asunción es un edificio situado en el concejo español de Rivaguda, en la provincia de Álava.

## Descripción
El edificio se encuentra en el concejo español de Rivaguda, del municipio de Ribera Baja, perteneciente a la provincia de Álava, en la comunidad autónoma del País Vasco. Se menciona como iglesia parroquial del lugar en el decimotercer volumen del Diccionario geográfico-estadístico-histórico de España y sus posesiones de Ultramar de Pascual Madoz, donde aparece descrita con las siguientes palabras: «igl. parr. (la Asuncion de Ntra. Sra.), servida por dos beneficiados de entera racion y uno de cuarta». En el tomo de la Geografía general del País Vasco-Navarro dedicado a Álava y escrito por Vicente Vera y López, se dice lo siguiente: «Su parroquia, dedicada á la Asunción de Nuestra Señora, es de categoría rural de primera clase, perteneciente al arciprestazgo de La Ribera».